# Imjingak

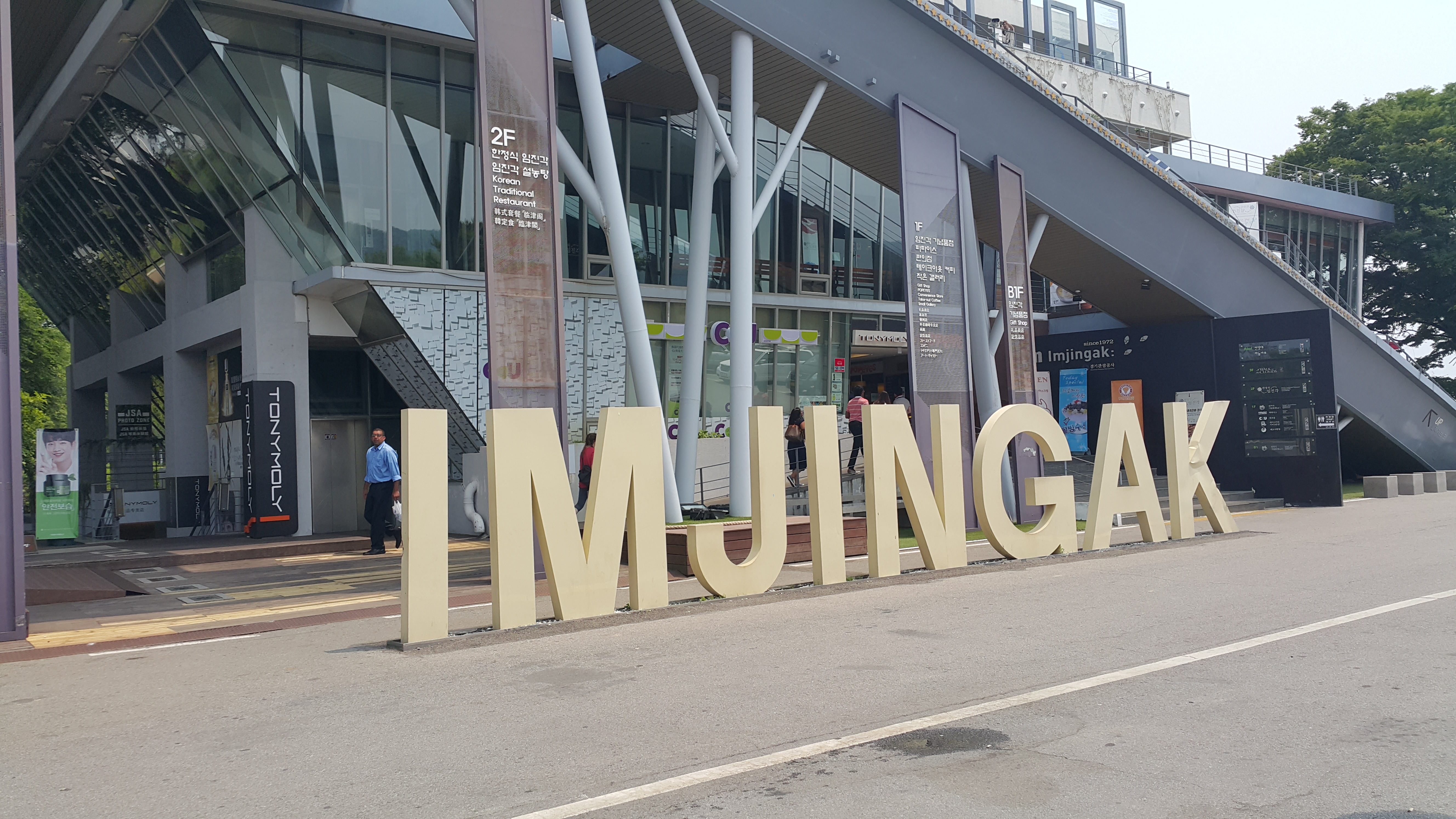
Tòa nhà trung tâm tại công viên Imjingak

Imjingak (임진각; Hanja: 臨津閣; Hán-Việt: Lâm Tân Các), là một công viên nằm bên bờ sông Imjin cách đường giới tuyến quân sự 7 km và thuộc địa phận huyện Munsan, thành phố Paju, Hàn Quốc. Được xây dựng năm 1972 với hy vọng một ngày nào đó hai miền sẽ thống nhất. Hiện nay, Imjingak là địa điểm du lịch đi đầu về chủ đề chiến tranh Triều Tiên.

## Giới thiệu
Công viên có nhiều tượng và đài kỉ niệm liên quan đến Chiến tranh Triều Tiên, được xây dựng để an ủi những người ở hai phía không thể trở về quê hương, với bạn bè và gia đình vì sự chia cắt giữa hai miền đất nước.
Bên trong Imjingak có một nhà hàng, một đài quan sát, một bể bơi có hình dạng bán đảo Cao Ly và thậm chí là một công viên vui chơi nhỏ.
Hơn 400 hình ảnh và tài liệu thể hiện cuộc sống thật sự ở Triều Tiên. Bên ngoài Imjingak trưng bày 12 xe tăng và chiến đấu cơ được sử dụng trong chiến tranh Triều Tiên.
Không xa bên kia bờ sông Imjin là Trại Greaves và ga Dorasan.
Phía trước Imjingak là tuyến đường tàu Gyeongui vốn bị phá hủy trong Chiến tranh Triều Tiên năm 1950. Tuyến đường được khôi phục từ năm 2000. Hằng năm, có rất nhiều sự kiện về thống nhất đất nước được tổ chức tại. Bây giờ, đây là một trong những địa điểm du lịch về DMZ nổi tiếng nhất cho người nước ngoài vì du khách có thể đến thăm mà không cần phải thông qua bất kì kiểm tra an ninh nào.

## Mangbaedan
Đối diện với tòa nhà chính của Imjingak, đài tưởng niệm Mangbaedan (망배단) là nơi những người Hàn Quốc có quê quán ở Triều Tiên hoặc người thân vẫn còn ở miền Bắc, thực hiện các nghi lễ tổ tiên và cúi lạy về hướng quê cũ trong dịp Lễ năm mới và Lễ Trung thu. Đài tưởng niệm này chứa nhiều ký ức buồn của những gia đình bị chia cắt trong Chiến tranh Triều Tiên.

## Cây cầu Tự do
Sau lưng đài tưởng niệm Mangbaedan là cây cầu Tự do. Đây là cây cầu được thành phố Paju khôi phục lại với mục đích du lịch. Ở phía cuối cầu là nơi người dân treo những mong ước về ngày hai miền thống nhất.
Lưu ý là cần phân biệt cây cầu với mục đích du lịch này với Cây cầu Tự do gốc. Trước khi chiến tranh Triều Tiên nổ ra, có một cây cầu đường sắt nối liền hai bờ sông Imjin ngay tại vị trí Imjingak này nhưng đã bị phát hủy trong chiến tranh và hiện nay chỉ còn lại các trụ cầu trơ trọi và là một chứng tích của chiến tranh Triều Tiên. Sau khi hiệp định ngừng bắn được kí kết, một cây cầu gỗ được xây dựng tạm thời để sử dụng cho việc giao thông từ Khu vực an ninh chung về Seoul. Tổng cộng có 12,773 tù binh chiến tranh là binh lính Hàn Quốc và lực lượng Liên hiệp quốc đã trở về ở Hàn Quốc, mảnh đất tự do, sau khi qua cây cầu gốc này nên nó được gọi là Cây cầu của Tự do.

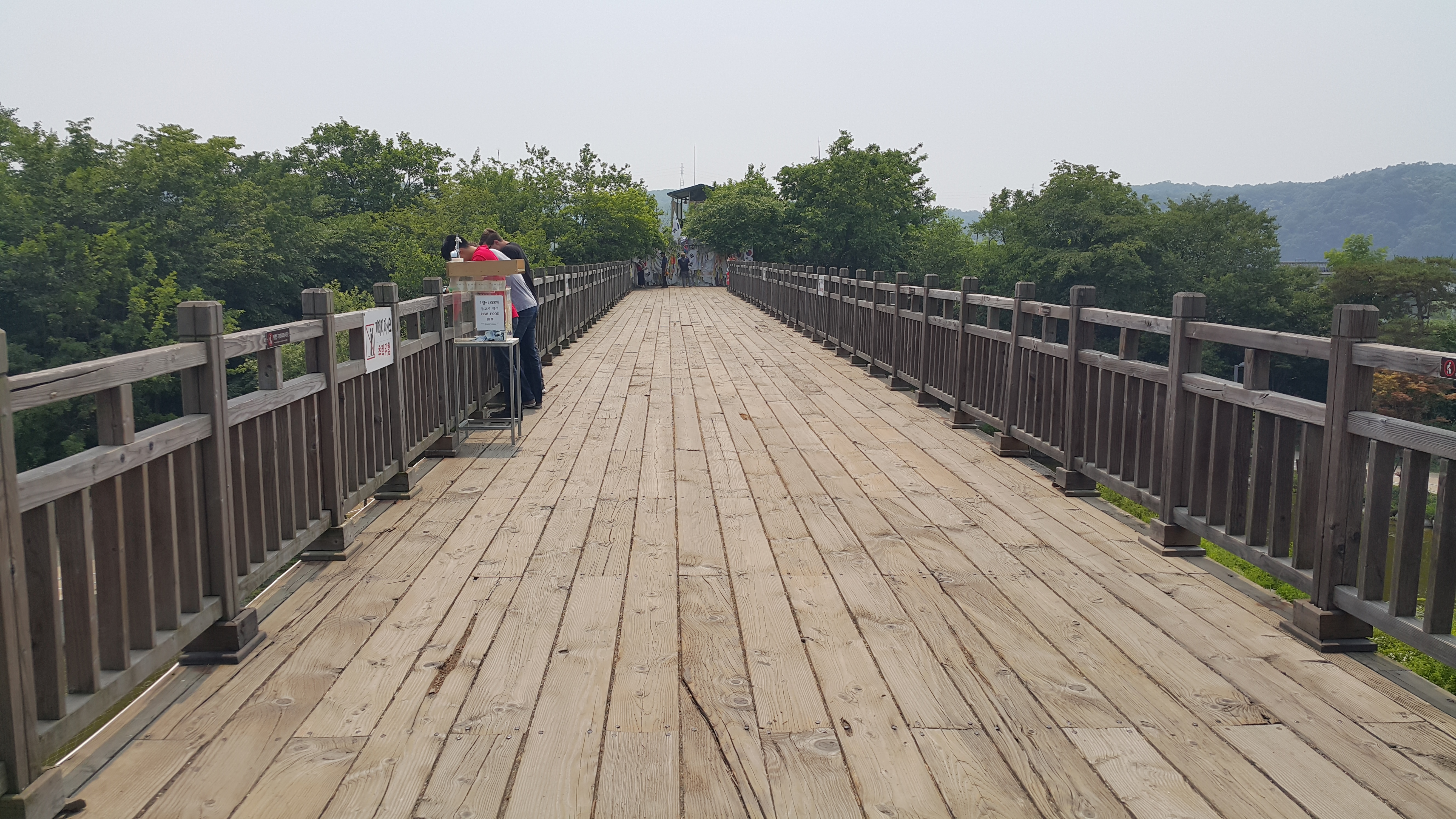
Cây cầu Tự do sau khi được khôi phục.